# Mezzanotte a San Francisco
Mezzanotte a San Francisco (The Midnight Story) è un film del 1957 diretto da Joseph Pevney.
È un film poliziesco a sfondo noir statunitense con Tony Curtis, Marisa Pavan e Gilbert Roland.

## Trama
Padre Tommasino, amato parroco di un quartiere di San Francisco, è vittima di un assassinio, e viene ritrovato morto in un vicolo. Joe Martin, poliziotto addetto al traffico, che conosceva il prete e frequentava l’oratorio, rimane sconvolto dall’accaduto, e decide di far luce sulla vicenda. Chiede quindi ai suoi superiori di poter essere assegnato alla squadra omicidi, ma la sua richiesta non viene accolta. La sua sete di verità, però, non lo ferma, e ricostruendo minuziosamente da solo gli avvenimenti di quella sera, trova in un pescatore benestante di origini italiane il presunto colpevole.

## Produzione
Il film, diretto da Joseph Pevney su una sceneggiatura di John Robinson e Edwin Blum con il soggetto di Edwin Blum, fu prodotto da Robert Arthur per la Universal International Picture e girato a San Francisco, in California dal 16 luglio a metà agosto 1956.
I titoli di lavorazione furono The Eyes of Father Tomasino e Appointment with a Shadow. L'idea prese piede da uno script di Edwin Blum che fu adattato prima per la televisione (con un episodio della serie antologica Lux Video Theatre trasmesso nel 1955) e poi al cinema con Mezzanotte a San Francisco.

## Distribuzione
Il film fu distribuito con il titolo The Midnight Story negli Stati Uniti nell'agosto del 1957 (première a New York il 4 luglio) dalla Universal Pictures.
Altre distribuzioni:
- in Germania Ovest il 5 novembre 1957 (Der Tod war schneller)
- in Finlandia l'8 novembre 1957 (Keskiyön mysteeri)
- in Francia il 20 novembre 1957 (Rendez-vous avec une ombre)
- in Austria nel gennaio del 1958 (Der Tod war schneller)
- in Svezia il 14 aprile 1958 (Döden var snabbare)
- in Danimarca il 19 gennaio 1959 (Stævnemøde med en morder)
- in Giappone il 16 dicembre 1961
- nel Regno Unito (Appointment with a Shadow)
- in Spagna (El rastro del asesino)
- in Grecia (Mesanyhta sto San Francisco)
- in Belgio (Suprême aveu)
- in Italia (Mezzanotte a San Francisco)

## Critica
Secondo il Morandini il film è nella media anche se risulta "interessante la descrizione dell'ambiente degli italoamericani di San Francisco".